# Région Pays de la Loire Tour 2024
La Région Pays de la Loire Tour 2024, settantesima edizione della corsa, valida come prova del circuito UCI Europe Tour 2024 categoria 2.1, si svolse dal 2 al 5 aprile su un percorso di 707,3 km ripartiti in 4 tappe, con partenza da Fontenay-le-Comte e arrivo a Le Mans, in Francia. La vittoria fu appannaggio dell'olandese Marijn van den Berg, il quale completò il percorso in 16h20'22", alla media di 42,147 km/h, precedendo il francese Benoît Cosnefroy ed il norvegese Fredrik Dversnes.

## Tappe
| Tappa  | Data     | Percorso                                | km    | Vincitore di tappa  | Leader cl. generale |
| ------ | -------- | --------------------------------------- | ----- | ------------------- | ------------------- |
| 1ª     | 2 aprile | Fontenay-le-Comte > Saint-Jean-de-Monts | 210,5 | Marijn van den Berg | Marijn van den Berg |
| 2ª     | 3 aprile | Châteaubriant > Saumur                  | 162,1 | Ewen Costiou        | Ewen Costiou        |
| 3ª     | 4 aprile | Segré-en-Anjou Bleu > Château-Gontier   | 159,8 | Alberto Dainese     | Ewen Costiou        |
| 4ª     | 5 aprile | Marolles-les-Braults > Le Mans          | 174,9 | Marijn van den Berg | Marijn van den Berg |
| Totale | Totale   | Totale                                  | 707,3 |                     |                     |

## Squadre e corridori partecipanti
| N.    | Cod. | Squadra                         |
| ----- | ---- | ------------------------------- |
| 1-6   | DAT  | Decathlon AG2R La Mondiale Team |
| 11-16 | GFC  | Groupama-FDJ                    |
| 21-26 | COF  | Cofidis                         |
| 31-36 | EFE  | EF Education-EasyPost           |
| 41-46 | ARK  | Arkéa-B&B Hotels                |
| 51-56 | TEN  | TotalEnergies                   |
| 61-66 | TUD  | Tudor Pro Cycling Team          |
| 71-76 | UXM  | Uno-X Mobility                  |
| 81-86 | TNN  | Team Novo Nordisk               |
| 91-96 | COR  | Corratec Vini Fantini           |

| N.      | Cod. | Squadra                    |
| ------- | ---- | -------------------------- |
| 101-106 | BWB  | Bingoal WB                 |
| 111-116 | -    | -                          |
| 121-126 | BBH  | Burgos-BH                  |
| 131-136 | EUS  | Euskaltel-Euskadi          |
| 141-146 | EKP  | Equipo Kern Pharma         |
| 151-156 | UCN  | CIC U Nantes Atlantique    |
| 161-166 | NMC  | Nice Métropole Côte d'Azur |
| 171-176 | AUB  | St Michel-Mavic-Auber93    |
| 181-186 | VRR  | Van Rysel-Roubaix          |

## Dettagli delle tappe

### 1ª tappa
- 2 aprile: Fontenay-le-Comte > Saint-Jean-de-Monts – 210,5 km

| Pos. | Corridore           | Squadra   | Tempo    |
| ---- | ------------------- | --------- | -------- |
| 1    | Marijn van den Berg | EF        | 4h43'25" |
| 2    | Jon Aberasturi      | Euskaltel | s.t.     |
| 3    | David Dekker        | Arkéa     | s.t.     |

| Pos. | Corridore           | Squadra   | Tempo    |
| ---- | ------------------- | --------- | -------- |
| 1    | Marijn van den Berg | EF        | 4h43'14" |
| 2    | Jon Aberasturi      | Euskaltel | a 5"     |
| 3    | David Dekker        | Arkéa     | a 7"     |

### 2ª tappa
- 3 aprile: Châteaubriant > Saumur – 162,1 km

| Pos. | Corridore         | Squadra       | Tempo    |
| ---- | ----------------- | ------------- | -------- |
| 1    | Ewen Costiou      | Arkéa         | 3h41'36" |
| 2    | Sam Bennett       | Decathlon     | a 8"     |
| 3    | Émilien Jeannière | TotalEnergies | s.t.     |

| Pos. | Corridore           | Squadra  | Tempo    |
| ---- | ------------------- | -------- | -------- |
| 1    | Ewen Costiou        | Arkéa    | 8h24'51" |
| 2    | Marijn van den Berg | EF       | a 7"     |
| 3    | Kristian Sbaragli   | Corratec | a 11"    |

### 3ª tappa
- 4 aprile: Segré-en-Anjou Bleu > Château-Gontier – 159,8 km

| Pos. | Corridore           | Squadra   | Tempo    |
| ---- | ------------------- | --------- | -------- |
| 1    | Alberto Dainese     | Tudor     | 3h46'44" |
| 2    | Marijn van den Berg | EF        | s.t.     |
| 3    | Sam Bennett         | Decathlon | s.t.     |

| Pos. | Corridore           | Squadra | Tempo     |
| ---- | ------------------- | ------- | --------- |
| 1    | Ewen Costiou        | Arkéa   | 12h11'35" |
| 2    | Marijn van den Berg | EF      | a 1"      |
| 3    | Alberto Dainese     | Tudor   | a 8"      |

### 4ª tappa
- 5 aprile: Marolles-les-Braults > Le Mans – 174,9 km

| Pos. | Corridore           | Squadra   | Tempo    |
| ---- | ------------------- | --------- | -------- |
| 1    | Marijn van den Berg | EF        | 4h08'59" |
| 2    | Benoît Cosnefroy    | Decathlon | s.t.     |
| 3    | Clément Venturini   | Arkéa     | s.t.     |

| Pos. | Corridore           | Squadra | Tempo     |
| ---- | ------------------- | ------- | --------- |
| 1    | Marijn van den Berg | EF      | 16h20'22" |
| 2    | Ewen Costiou        | Arkéa   | a 15"     |
| 3    | Fredrik Dversnes    | Uno-X   | a 21"     |

## Evoluzione delle classifiche
| Tappa             | Vincitore           | Classifica generale Maglia blu | Classifica a punti Maglia verde | Classifica scalatori Maglia a pois blu | Classifica giovani Maglia bianca | Classifica a squadre  |
| ----------------- | ------------------- | ------------------------------ | ------------------------------- | -------------------------------------- | -------------------------------- | --------------------- |
| 1ª                | Marijn van den Berg | Marijn van den Berg            | Marijn van den Berg             | Jean-Louis Le Ny                       | Joes Oosterlinck                 | Bingoal WB            |
| 2ª                | Ewen Costiou        | Ewen Costiou                   | Jon Aberasturi                  | Matisse Julien                         | Ewen Costiou                     | EF Education-EasyPost |
| 3ª                | Alberto Dainese     | Ewen Costiou                   | Alberto Dainese                 | Matisse Julien                         | Ewen Costiou                     | EF Education-EasyPost |
| 4ª                | Marijn van den Berg | Marijn van den Berg            | Marijn van den Berg             | Matisse Julien                         | Ewen Costiou                     | EF Education-EasyPost |
| Classifica finale | Classifica finale   | Marijn van den Berg            | Marijn van den Berg             | Matisse Julien                         | Ewen Costiou                     | EF Education-EasyPost |

Maglie indossate da altri ciclisti in caso di due o più maglie vinte
- Nella 2ª tappa Jon Aberasturi ha indossato la maglia verde al posto di Marijn van den Berg.
- Nella 3ª e 4ª tappa Matyáš Kopecký ha indossato la maglia bianca al posto di Ewen Costiou.

## Classifiche finali

### Classifica generale - Maglia blu
| Pos. | Corridore           | Squadra   | Tempo     |
| ---- | ------------------- | --------- | --------- |
| 1    | Marijn van den Berg | EF        | 16h20'22" |
| 2    | Ewen Costiou        | Arkéa     | a 15"     |
| 3    | Fredrik Dversnes    | Uno-X     | a 21"     |
| 4    | Benoît Cosnefroy    | Decathlon | a 24"     |
| 5    | Clément Venturini   | Arkéa     | a 26"     |
| 6    | Alexandre Delettre  | St Michel | a 30"     |
| 7    | Ben Healy           | EF        | a 35"     |
| 8    | Sam Bennett         | Decathlon | a 56"     |
| 9    | Alberto Dainese     | Tudor     | a 57"     |
| 10   | Kristian Sbaragli   | Corratec  | a 1'00"   |

### Classifica a punti - Maglia verde
| Pos. | Corridore           | Squadra       | Punti |
| ---- | ------------------- | ------------- | ----- |
| 1    | Marijn van den Berg | EF            | 76    |
| 2    | Alberto Dainese     | Tudor         | 55    |
| 3    | Émilien Jeannière   | TotalEnergies | 39    |
| 4    | Sam Bennett         | Decathlon     | 37    |
| 5    | Jon Aberasturi      | Euskaltel     | 35    |

### Classifica scalatori - Maglia a pois
| Pos. | Corridore      | Squadra   | Punti |
| ---- | -------------- | --------- | ----- |
| 1    | Matisse Julien | CIC U     | 36    |
| 2    | Paul Hennequin | Nice      | 18    |
| 3    | Mark Stewart   | Corratec  | 14    |
| 4    | Clément Alleno | Burgos-BH | 14    |
| 5    | Damien Girard  | Nice      | 11    |

### Classifica giovani - Maglia bianca
| Pos. | Corridore       | Squadra   | Tempo     |
| ---- | --------------- | --------- | --------- |
| 1    | Ewen Costiou    | Arkéa     | 16h20'37" |
| 2    | Matyáš Kopecký  | Novo      | a 52"     |
| 3    | Lukas Nerurkar  | EF        | a 57"     |
| 4    | Léo Bisiaux     | Decathlon | a 1'10"   |
| 5    | Johannes Kulset | Uno-X     | a 1'13"   |

### Classifica a squadre
| Pos. | Squadra                         | Tempo     |
| ---- | ------------------------------- | --------- |
| 1    | EF Education-EasyPost           | 49h03'23" |
| 2    | Arkéa-B&B Hotels                | a 21"     |
| 3    | Decathlon AG2R La Mondiale Team | a 45"     |
| 4    | Bingoal WB                      | a 1'19"   |
| 5    | Burgos-BH                       | a 1'49"   |